# Samtgemeinde Uchte
La comunità amministrativa di Uchte (Samtgemeinde Uchte) si trova nel circondario di Nienburg/Weser nella Bassa Sassonia, in Germania.

## Suddivisione
Comprende 4 comuni:
1. Diepenau (comune mercato)
2. Raddestorf
3. Uchte (comune mercato)
4. Warmsen

Il capoluogo è Uchte.